# Lake Malawi
Lake Malawi — чешская инди-поп-группа из Тршинеца. Основана в 2013 году. В 2019 году группа представляла Чехию на песенном конкурсе «Евровидение-2019» с песней «Friend of a Friend» и заняла 11 место.

## История
Группа была основана вокалистом Альбертом Черни, после распада его бывшей группы Charlie Straight в сентябре 2013 года.
В 2014 году выпустили свой дебютный сингл «Always June», который они исполнили вживую во время интервью с BBC London. В этом же году группа выступила на крупных чешских музыкальных фестивалях — таких, как Colours of Ostrava и Rock for People, а также на The Great Escape Festival в Великобритании.
В 2019 году было объявлено, что группа примет участие в финале Чешского национального отбора на «Евровидение-2019».

## Состав
- Альберт Черни (чеш. Albert Černý) — вокалист, гитара.
- Иероним Шубрт (чеш. Jeroným Šubrt) — бас, клавишные.

### Бывшие участники
- Павел Пильх (чеш. Pavel Pilch) — барабаны.
- Патрик Карпенски (чеш. Patrick Karpentski) — гитара
- Антонин Грабал (чеш. Antonín Hrabal) — барабаны.

## Дискография

### Студийные альбомы
| Название                   | Детали                                                                                  | Максимальная позиция |
| Название                   | Детали                                                                                  | CZE                  |
| -------------------------- | --------------------------------------------------------------------------------------- | -------------------- |
| Surrounded by Light        | - Выпущен: 10 ноября 2017 - Лейбл: Holidays Forever - Формат: CD, цифровая дистрибуция  | 81                   |
| The Great Video Game Crush | - Выпущен: 21 октября 2022 - Лейбл: Holidays Forever - Формат: CD, цифровая дистрибуция | —                    |

### Мини-альбомы
| Название                 | Детали                                                                                |
| ------------------------ | ------------------------------------------------------------------------------------- |
| We Are Making Love Again | - Выпущен: 25 мая 2015 - Лейбл: самостоятельный выпуск - Формат: цифровая дистрибуция |

### Синглы
| Сингл                                          | Год  | Альбом                     |
| ---------------------------------------------- | ---- | -------------------------- |
| «Always June»                                  | 2014 | Внеальбомный сингл         |
| «Chinese Trees»                                | 2014 | We Are Making Love Again   |
| «Aubrey»                                       | 2015 | We Are Making Love Again   |
| «Young Blood»                                  | 2015 | We Are Making Love Again   |
| «We Are Making Love Again»                     | 2016 | We Are Making Love Again   |
| «Prague (In the City)»                         | 2017 | Surrounded by Light        |
| «Surrounded by Light»                          | 2017 | Surrounded by Light        |
| «Not My Street»                                | 2017 | Внеальбомный сингл         |
| «Bottom of the Jungle»                         | 2017 | Surrounded by Light        |
| «Paris»                                        | 2017 | Surrounded by Light        |
| «Spaced out»                                   | 2018 | Surrounded by Light        |
| «Friend of a Friend»                           | 2019 | Внеальбомный сингл         |
| «Because Because»                              | 2019 | Внеальбомный сингл         |
| «Lucy»                                         | 2020 | Внеальбомный сингл         |
| «Shaka Zulu»                                   | 2021 | Внеальбомный сингл         |
| «Spinning»                                     | 2022 | The Great Video Game Crush |
| «High-Speed Kissing» (feat. We Are Domi)       | 2022 | The Great Video Game Crush |
| «Mermaid Surf Club»                            | 2022 | The Great Video Game Crush |
| «Joanne»                                       | 2022 | The Great Video Game Crush |
| «Another Christmas Song» (feat. Tamara Kramar) | 2023 | Внеальбомный сингл         |